# Plex venos prostatic
Plexul venos prostatic, ce se formează din venele prostatice, este bine delimitat, care se află parțial în teaca fascia a prostatei și parțial între teacă și capsula prostatică. Acestă comunică cu plexul venos vezical, cu cel pudendal și cu cel vezical. 
Plexul venos prostatic se drenează în vena iliacă internă, care se conectează cu plexul venos vertebral, aceasta fiind o posibilă cale a metastazei osoase a cancerului de prostată. 
Uneori este cunoscut sub numele de „plexul lui Santorini”, numit după anatomistul italian Giovanni Domenico Santorini (1681 - 1737). 